# Begonia daxinensis
Espèce
Begonia daxinensis est une espèce de plantes de la famille des Begoniaceae.
L'espèce fait partie de la section Coelocentrum.
Elle a été décrite en 1997 par Tsue Chih Ku.

## Répartition géographique
Cette espèce est originaire du pays suivant : Chine.